# Spoorlijn Holmsund - Vännäs
De spoorlijn Holmsund - Vännäs (Zweeds: Järnvägslinjen Vännäs–Umeå–Holmsund) is een spoorlijn in het zuiden van Zweden in de provincie Västerbottens län. De lijn verbindt de plaatsen Holmsund en Vännäs met elkaar.
De spoorlijn is 49 kilometer lang en werd deels in 1896 en deels in 1922 in gebruik genomen.